# Ceragenia
Genre
Ceragenia  est un genre d'insectes coléoptères de la famille des Cerambycidae, de la sous-famille des Cerambycinae et de la tribu des Trachyderini.

## Dénomination
Le genre Ceragenia a été décrit par l'entomologiste français Jean Guillaume Audinet-Serville en 1834.

### Synonymie
- Cerogenia (Gemminger & Harold, 1872)

## Taxinomie
Liste d'espèces 
- Ceragenia aurulenta (Monné & Martins, 1991)
- Ceragenia bicornis (Fabricius, 1801)
- Ceragenia insulana (Fisher, 1943)
- Ceragenia leprieurii  Buquet dans (Guérin-Méneville, 1844)